# Kosmodromen i Svobodny
Svobodny (ryska: Свобо́дный) var en rysk kosmodrom i Amur oblast, 51° norr om ekvatorn, fram till år 2007 då verksamheten istället flyttades till kosmodromen i Vostotjnyj. 
Anläggningen var från början avsedd för den sovjetiska Interkontinentala ballistiska roboten Svobodny-18.
Efter Sovjetunionens fall valde Ryssland att på sikt flytta sin rymdverksamhet från Bajkonur i Kazakstan till Svobodny.

## Fem uppskjutningar
Totalt sköts fem satelliter upp från Svobodny. Mest känd är israeliska Eros B som sköts upp 25 april 2006.